# Ramón Bucetta
Ramón Bucetta (13 settembre 1894 – ...) è stato un calciatore uruguaiano, di ruolo difensore.

## Carriera
Con la propria Nazionale si laureò campione continentale nel 1924.

## Palmarès

### Nazionale
- Campeonato Sudamericano de Football: 1

Uruguay 1924